# 23 Librae
23 Librae (kurz 23 Lib, auch als HD 134987 bekannt) ist ein 6,45 mag heller Stern der Spektralklasse G6 im Sternbild Waage. Er ist rund 84 Lichtjahre von der Sonne entfernt und besitzt eine Masse von 1,05 Sonnenmassen bei einem Radius von 1,25 Sonnenradien. Im Jahr 2000 wurde bei ihm der Exoplanet 23 Librae b entdeckt.